# Zegel van Zuid-Ossetië
Het zegel van Zuid-Ossetië is cirkelvormig. Centraal erin staat een goud-zwart luipaard op goudkleurige grond met op de achtergrond zeven met sneeuw bedekte bergen. Rondom het schild staat de officiële naam van Zuid-Ossetië in het Russisch (boven, РЕСПУБЛИКА ЮЖНАЯ ОСЕТИЯ) en het Ossetisch (onder, РЕСПУБЛИКӔ ХУССАР ИРЫСТОН). De twee inscripties zijn van elkaar gescheiden door twee cirkelvormige elementen in de kleuren zilver, goud en rood.
De in het zegel dominerende kleuren goud (geel), rood en wit zijn de nationale Zuid-Ossetische kleuren en zijn ook de kleuren van de vlag van Zuid-Ossetië.